# Текели (кызылбаши)
Текели (также Текелу или Текелю азерб. Təkəli или Təkəli eli) — одно из тюркских племён, входивших в племенное объединение кызылбашей.

## История
Племя текели является ветвью огузского племени Теке, переселились в Малую Азию, вероятно под монгольским давлением. Cельджукскими султанами Рума, были поселены в юго-западной Анатолии. Текели были родом из Теке и Ментеше. Вероятно уже в XV веке текели перешли в шиизм, став мюридами суфийского ордена Сефеви из Ардебиля. Поддержав Сефевидов во всех их начинаниях, вместе с другими тюркскими племенами Анатолии и Азербайджана (ныне южный Азербайджан), стали основным костяком кызылбашского племенного союза, сплотившись вокруг шейхов рода Сефевидов, в ходе многочисленных походов и войн, приведших к власти первоначально в Азербайджане, затем во всем Иране, династию Сефевидов.
Усилия текели были достойно оценены шахом Исмаилом I: лишившись после восстания Шахкулу Текели в Анатолии своего наследственного улька, они получили земельные наделы по всему Сефевидскому государству и высокие государственные должности, вплоть до беглярбека Азербайджана.
Но уже при правлении шаха Тахмаспа I, в 1531 году, текели поднимают восстание против шахского правительства. В период от правления  Тахмаспа I до Аббаса I, текели несколько раз участвуют в мятежах. В 1533 году, эмир этого племени Улама-хан Текели, перешёл на сторону турок, сдав столицу Сефевидов, Тебриз, войскам султана Сулеймана I.
При воцарении шаха Аббаса I, текели продолжали высказывать неподчинение шахской власти. Централизаторская политика Аббаса I, направленная на борьбу с разгулом феодальной анархии, привело в 1596—1597 гг. к изданию указа Катл-и Амм (поголовном истреблении) этого племени. Все члены верхушки этого племени были лишены должностей, многие из которых были казнены, само племя лишено всех земельных владений, оказавшие сопротивление истреблялись, остатки племени были переданы под власть других племен. В 1597 году, племя текели было почти полностью уничтожено. Некоторые представители этого племени по сей день проживают в одноимённых селениях Текели Марнеульского района Грузии и в округе Хызы Азербайджанской Республики.
А. С. Букшпан, проводивший этнографические исследования сообщает о кочевьях текели в районе Минкенда.
Часто ошибочно, репрессии против племени текели со стороны шаха Аббаса I расцениваются, как репрессии против всех кызылбашей. В действительности, ни одно другое кызылбашское племя не было репрессировано, наоборот, кызылбаши составили основной костяк армии Сефевидов при шахе Аббасе I — шахсеванов.